# Prefeitura pretoriana da Itália
A Prefeitura pretoriana da Itália (em latim: praefectura praetorio Italiae, cujo nome completo - até 356 - era praefectura praetorio Italiae, Illyrici et Africae foi uma das quatro prefeituras pretorianas nas quais o Império Romano estava dividido. Ela abrangia os territórios da península Itálica, a oeste da península Balcânica, as províncias do Danúbio e partes do norte da África. A capital da prefeitura se mudou de Roma para Mediolano e finalmente para Ravena.

## Estrutura e história
A prefeitura foi criada quando o império foi dividido depois da morte de Constantino I em 337 e era subdividida em dioceses. Inicialmente, Diocese da África, Diocese da Itália, Diocese da Dácia e Diocese da Macedônia (as duas últimas estavam, até 327, unidas na Diocese da Mésia).
Posteriormente, a Diocese da Itália foi dividida em duas, a Diocese da Itália Suburbicária (Italia suburbicaria - "Itália sob a cidade", também chamada de "Diocese da Cidade de Roma") e a Diocese da Itália Anonária (Italia annonaria - "Itália provinciana").
Em 356, a Prefeitura pretoriana da Ilíria foi criada e passou a abranger as dioceses da Panônia, Dácia e Macedônia. A nova prefeitura foi abolida em 361 por Juliano, e recriada em 375 por Graciano. Seu território foi contestado pelas duas metades do império até a partição final em 395, quando a Diocese da Panônia foi separada da Ilíria e se juntou ao Império do Ocidente e à prefeitura da Itália com o nome de Diocese de Ilírico.
Apesar da queda do Império Romano do Ocidente em 476, os estados germânicos que o sucederem, liderados por Odoacro e Teodorico, o Grande, continuaram a fazer uso da máquina administrativa romana, além de serem também súditos nominais do imperador do oriente em Constantinopla. Assim, a prefeitura sobreviveu e passou novamente para o controle romano depois da Guerra Gótica de Justiniano I. Porém, com a invasão lombarda da Itália em 568, o controle romano se fragmentou e só era efetivo em territórios isolados entre si, o que resultou no fim da prefeitura, que deu lugar ao Exarcado de Ravena, criado pelo imperador bizantino Maurício.
Os prefeitos continuaram, porém, a ser nomeados até bem dentro do século VII. O último ocupante aparece em 639 e um par de selos com o título de eparca (eparchos; "prefeito" em grego) sobreviveu do século VII, embora já se tenha sugerido que eles seriam um erro ortográfico de exarca (exarchos).

## Subdivisões
A prefeitura pretoriana da Itália estava subdividida em 4 dioceses, cada uma subdividida em diversas províncias:
| A Diocese da Itália Suburbicária tinha dez províncias: - Apúlia e Calábria - Campânia - Córsega (Corsica) - Lucânia e Brúcio - Piceno (Picenum Suburbicarium) - Sâmnio - Sardenha (Sardinia) - Sicília - Túscia e Úmbria - Valéria Suburbicária | A Diocese da Itália Anonária tinha sete províncias: - Alpes Cócios (Alpes Cottiae) - Flamínia e Piceno Anonário - Ligúria e Emília (Liguria et Aemilia) - Récia I (Raetia) - Récia II - Venécia e Ístria |

| A Diocese da África tinha sete províncias: - África proconsular (Zeugitana) - Bizacena - Mauritânia Cesariense - Mauritânia Sitifense - Numídia Cirtense - Numídia Militiana - Tripolitânia | A Diocese da Panônia tinha sete províncias: - Dalmácia (Dalmatia) - Nórica Ripense (Noricum Ripense) - Nórica Mediterrânea (Noricum Mediterraneum) - Panônia I (Pannonia Superior ou Prima) - Panônia II (Pannonia Secunda ou Inferior) - Panônia Sávia (Pannonia Savia ou Pannonia Valeria) - Valéria Ripense (Valeria Ripensis) |

## Lista dos prefeitos pretorianos da Itália e África conhecidos
- Júnio Ânio Basso (324–331), "prefeito do Ocidente"
- Emiliano (328)
- Lúcio Pápio Pacaciano (332–337)
- Antônio Marcelino (340–341)
- Acônio Catulino Filomácio (341; também prefeito da Ilíria e África)
- Marco Mécio Mêmio Fúrio Babúrio Ceciliano Plácido (342-344)
- Vulcácio Rufino (primeira vez, 344-347)
- Mecílio Hilariano (354)
- Caio Ceiônio Rúfio Volusiano Lampádio (355)
- Touro (355-361)
- Quinto Flávio Mésio Inácio Loliano Mavórcio (356)
- Cláudio Mamertino (361-365)
- Vulcácio Rufino (segunda vez, 365-368)
- Sexto Cláudio Petrônio Probo (primeira vez, c. 368-375)
- Décimo Hilariano Espério (378-380)
- Flávio Siágrio (380-382)
- Valério Severo (382)
- Flávio Afrânio Siágrio (382)
- Flávio Hipácio (382-383)
- Sexto Cláudio Petrônio Probo (segunda vez, 383)
- Nônio Ático Máximo (383-384)[2]
- Vécio Agório Pretextato (384)
- Neotério (385)
- Hilariano (387-388/388-389 ou 423/437 e 441/442)
- Sexto Cláudio Petrônio Probo (terceira vez, 387)
- Vírio Nicômaco Flaviano (390-392)
- Apodêmio (392–393)
- Númio Emiliano Dexter (395)
- Eusébio (395-396)
- Flávio Málio Teodoro (397-399)
- Valério Messal Avieno (399-400)
- Rufo Sinésio Adriano (400-405)
- Flávio Macróbio Longiniano (primeira vez, 406)
- Cúrcio (407-408)
- Flávio Macróbio Longiniano (segunda vez, 408)
- Teodoro (408-409)
- Ceciliano (409)
- Jóvio (409)
- Melito (410-412)
- Seleuco (prefeito da África, 412)
- João (412-413)
- Rufo Sinésio Adriano (413-414)
- Seleuco (414-415)
- Júnio Quarto Paládio (416-421)
- Anício Auquênio Basso (possivelmente, 426)
- Rúfio Antônio Agrípnio Volusiano (428–429)
- Anício Auquênio Basso (435)
- Anício Acílio Glabro Fausto (c. 438)
- Petrônio Máximo (439)
- Cecina Décio Aginácio Albino (443-448)
- Cecina Décio Basílio (primeira vez, 458)
- Célio Acônio Probiano (461-463)
- Cecina Décio Basílio (segunda vez, 463-465)
- Félix Himelco (473)

### Anos finais
| Sob Odoacro - Mânlio Boécio (480/486) - Cecina Décio Máximo Basílio júnior (483) - Cecina Mavórcio Basílio Décio júnior (486-493) | Sob os ostrogodos: - Libério (494–500) - Teodoro (500) - Fausto Albino Júnior (500/503?) - Olíbrio (503–504) - Cassiodoro, o Velho (504-?) - Anício Probo Fausto Júnior Níger (509–512) - Abundâncio (526–527) - Rúfio Magno Fausto Avieno (527-528) - Cassiodoro, o Jovem (533-537) - Fidelis (537-538) - Reparato (538-539) | Sob Justiniano I: - Atanásio (539-542) - Maximino (c. 542) |

Sob Justino II:
- Longino